# 鲍里斯·波列伏依
鲍里斯·尼古拉耶维奇·波列伏依（俄语：Бори́с Никола́евич Полево́й，1908年3月17日—1981年7月12日），苏联作家、战地记者，原姓卡姆波夫（Кампов）。

## 生平
1908年生于莫斯科，早年随家迁至特维尔。在校读书期间曾担任《特维尔真理报》的通讯员。
1940年，参加联共（布尔什维克）。中篇小说《沸腾的车间》是他的成名作。苏德战争时，他是真理报的战地记者。代表作有以飞行员密列西耶夫为主人公的长篇小说《真正的人》，中篇小说《阿纽塔》，长篇小说《维拉大夫》，短篇小说集《我们是苏维埃人》。1956年，到中国访问，写下《漫游中国三万里》。